# Juliette Haigh
Juliette Anne Haigh, da sposata Drysdale  (Auckland, 4 agosto 1982), è un'ex canottiera neozelandese.

## Palmarès

### Olimpiadi
- 1 medaglia:
  - 1 bronzo (Londra 2012 nel due senza)

### Mondiali
- 4 medaglie:
  - 3 ori (Gifu 2005 nel due senza; Karapiro 2010 nel due senza; Lake Bled 2011 nel due senza)
  - 1 argento (Eton 2006 nel due senza)